# Анани
 Тази статия е за българското име.  За града в Централна Италия вижте Анани (Италия).  
Анани е българско мъжко име. Идва от иврит: hannania означава милост.
Мъжете с това име празнуват своя имен ден на 17 декември.